# Givskud Sogn
Givskud Sogn er et sogn i Grene Provsti (Ribe Stift).
Givskud Sogn var anneks til Hvejsel Sogn indtil de i 1895 blev selvstændige pastorater. Begge sogne hørte til Nørvang Herred. De udgjorde tilsammen Hvejsel-Givskud sognekommune, som senere blev delt i to. Ved kommunalreformen i 1970 blev Hvejsel indlemmet i Jelling Kommune og Givskud blev indlemmet i Give Kommune. Begge disse storkommuner indgik ved strukturreformen i 2007 i Vejle Kommune.
I Givskud Sogn ligger Givskud Kirke.
I sognet findes følgende autoriserede stednavne:
- Birkebæk (bebyggelse, ejerlav)
- Givskud (bebyggelse, ejerlav)
- Givskud Mark (bebyggelse)
- Givskudlund (bebyggelse)
- Harresø (bebyggelse, ejerlav)
- Harresøholm (bebyggelse)
- Kulhede (bebyggelse)
- Lerager (bebyggelse, ejerlav)
- Nørmark (bebyggelse)
- Riis (bebyggelse, ejerlav)
- Skolding (bebyggelse)
- Østerhoved (bebyggelse, ejerlav)